# Jean Gradassi
Jean Gradassi est un illustrateur, peintre et miniaturiste français, né à Antibes le 8 avril 1907 et mort en avril 1989.

## Œuvres
Années 1940
- Théophile Gautier, Le Capitaine Fracasse, Marseille, A. Simide, 1947
- Alain René Le Sage, Histoire de Gil Blas de Santillane, Paris, Edmond Vairel, 1948, illustré de 3 frontispices sur doubles pages, 24 hors-textes et vignettes dans le texte de Jean Gradassi, aquarellés au pochoir par Edmond Vairel.
- Bibliophile Jacob, Mémoires du Cardinal Dubois, Paris, Edmond Vairel, (Tomes 1&2) 1949.

Années 1950
- Bibliophile Jacob, Mémoires du Cardinal Dubois, Paris, Edmond Vairel, (Tomes 3&4) 1950.
- Jean Clervers, L’Effroyable méprise du peseur d’âmes, la Belle éditions, 1951
- Honoré de Balzac, scènes de la vie politique, Une ténébreuse affaire, Un épisode sous la Terreur, dessins de Jean Gradassi, gravés sur bois en couleurs par Étienne K. Heywand, Paris, A. Guillot, 1951
- " Contes de Boccace ", illustrations originales en couleurs de Jean Gradassi, Éditions Rombaldi, Paris, 1951
- Sacha Guitry, Le soir, quand on est seul (collection illustrée des œuvres de Sacha Guitry. T. 10), Monte-Carlo, R. Solar, 1951
- Pétrus Borel, Contes immoraux, Paris, Ed. de l'Odéon, 1951
- Les Mille et Une Nuits, contes arabes, traduits par Galland, Rombaldi, Paris, 1952
- Tristan et Iseut, adaptation par Geneviève Nanteuil, Paris, éditions du Panthéon, 1952
- Charlotte Bronte, Jane Eyre, traduction de Geneviève Nanteuil, Paris, Éditions du Panthéon, 1953
- Victor Hugo, L'homme qui rit, Givors : A. Martel, 1953
- Marcel Pagnol, Topaze, 10 aquarelles, Paris, Éditions du Panthéon, 1955
- " Jean de la Fontaine (contes) " 2 tomes, Monaco, Société Arts et créations, num., 1955
- François Villon, Les repeues franches ; suivies du Monologue, miniatures originales de Jean Gradassi, Paris, Eryx, 1956
- Œuvres de Rabelais, en quatre tomes, Monaco, Société Arts et créations, num., 1956
- Pierre Benoit, Koenigsmark, orné de 12 aquarelles originales, Givors : A. Martel, 1957

Années 1960
- Le Petit Claude L'Escole de l'interest, Éditions Eryx, 1960.
- Nostradamus, Les Merveilleuses Centuries et prophéties, Nice, Sefer, 1961
- Adam de la Halle, Le Jeu de la feuillée, Monaco, Éditions du Parnasse, 1964
- Joseph Pardo, Les Romans de la Table ronde, Nice, Le Chant des Sphères, 1968

Années 1970
- Marguerite d’Angoulème, L'Heptaméron, Boulouris/ St-Raphaël, Éditions Banyan, 1970
- William Shakespeare, Macbeth (Les Chefs-d'œuvre de Shakespeare. T. 4), Nice, le Chant des sphères, 1971
- Platon, Les Grands Précurseurs, La République, Monte Carlo, Arts & Couleurs, 1978
- Siméon Luce, La France pendant la guerre de cent ans, épisode historique et vie privée aux XIVe et XVe siècles, Monte-Carlo, Éditions Arts & Couleurs, 1979

Années 1980
- Jules Michelet, Louis XIII et Richelieu, Nice, Sefer, 1983-1984
- Voltaire, Le Siècle de Louis XIV, Edition Sefer, 1984-1985
- Voltaire, Le Siècle de Louis XV, Edition Sefer, 1986
- Confucius, Les Quatre Piliers de la sagesse, adaptation de Joseph Pardo, 1988-1990
- Hippocrate, Vie et aphorismes d'Hippocrate, traduction par Charles Daremberg et une Vie d'Hippocrate par Paul Rémusat, Monte Carlo, Arts et couleurs, 1997
- La Chastelaine de Vergy, adapté en vers par Daniel Pardo, Éd. de prestige, Arts et couleurs, Monaco, 1998